# Yunus der Schreiber, die Sklavin und al-Walid II.

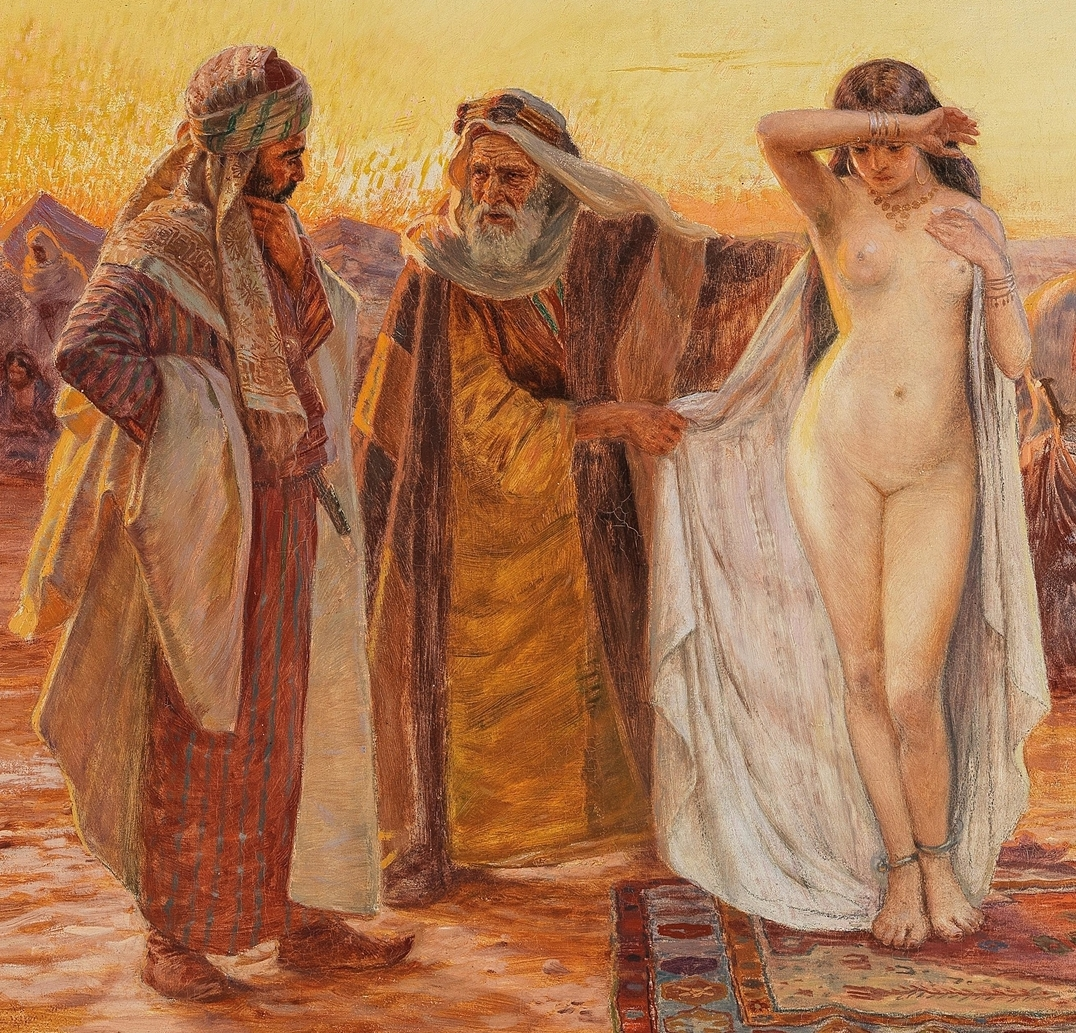
Yunus verkauft seine Sängersklavin an al-Walid II. Gemälde von Otto Pilny.

Yunus der Schreiber, die Sklavin und al-Walid II. ist eine Erzählung aus den Geschichten aus Tausendundeiner Nacht. Sie wird in der Arabian Nights Encyclopedia als ANE 214 gelistet. In der Kurzgeschichte verkauft der Schreiber Yunus eine Sängersklavin an einen Unbekannten, der sich als der spätere Umayyaden-Kalif al-Walid II. erweist.

## Handlung
Zur Regierungszeit des Kalifen Hischām ibn ʿAbd al-Malik (691-743, reg. 724–743) lebte ein berühmter Schreiber namens Yunus. Eines Tages ritt dieser nach Damaskus in Begleitung einer Sängersklavin, die hunderttausend Dinare wert war. Schließlich machte ihre Karawane Rast an einem Teich. Ein junger Mann gesellte sich zu ihm, der von zwei Eunuchensklaven begleitet wurde. Yunus bot ihm seine Gastfreundschaft an, sie tranken Wein und ließen die Sklavin für sie singen. Yunus erzählte dem jungen Mann, dass er in das Land gekommen sei, weil er Schulden zu begleichen habe. Darauf fragte der Mann Yunus, ob er bereit sei, ihm das Sklavenmädchen für dreißigtausend Dinare zu verkaufen. Yunus feilschte, bis der Mann ihm fünfzigtausend Dinare bot und erklärte sich dann einverstanden die Sklavin zu verkaufen. Der Fremde fragte ihn, ob er bereit sei, ihm das Mädchen bereits mitzugeben, am nächsten Tag werde er ihm das Geld bezahlen. Da Yunus betrunken und nicht mehr voll bei Sinnen war, ging er auf den Vorschlag ein. Der Fremde ritt mit der Sklavin fort gen Damaskus.
Als Yunus ausgenüchtert war, bereute er seine Entscheidung, da er den Fremden weder beim Namen kannte, noch wusste, wo dieser in Damaskus wohnte. Gleichwohl machte er sich in die Stadt auf, wo er einen der beiden Eunuchen des Fremden wieder traf, der ihn sogleich zu seinem Herrn führte. Nun erfuhr Yunus, dass es sich bei dem Unbekannten um al-Walid, den Thronfolger der Umayyaden-Dynastie handelte. Der Verkauf der Sklavin wurde nun besiegelt und die ausgemachte Summe bezahlt. Al-Walid erklärte Yunus, dass er, sobald er Kalif werde, wiederkommen solle, um reich entlohnt zu werden, und so kam es auch, als al-Walid schließlich Kalif wurde.

## Hintergrund

### Textherkunft und Nutzung
Die Geschichte ist in den ägyptischen Manuskripten und den frühen arabischen Druckeditionen von Tausendundeine Nacht enthalten; mit Ausnahme der Breslauer Ausgabe. Auf die Kalkutta-II-Ausgabe griffen Richard Francis Burton und Enno Littmann für ihre Sammlungen zurück.

### Rezeption
Die Geschichte findet sich bereits im Buch der Lieder (Kitab al-Aghani) von Abū l-Faradsch al-Isfahānī (897–967) und in I'lam al-Nas (Nr. 38) von Muhammad Diyyab al-Itlidi (17. Jahrhundert).

### Historische Figuren
Die Geschichte spielt in der Regierungszeit (724–743) des Umayyaden-Kalifen Hischām ibn ʿAbd al-Malik (691-743). Der in der Geschichte auftretende Thronnachfolger al-Walid II. (706-744) regierte von 743-744 als elfter Kalif der Umayyaden.

## Ausgaben
- Richard Francis Burton: Arabian Nights, Burton Club, 1900 (Erstausgabe 1885–1888), Band 7, S. 104–108.
- Enno Littmann: Die Erzählungen aus den tausendundein Nächten, Insel Verlag, Frankfurt 1968 (Erstausgabe 1922–1928), 6 Bände (Kalkutta-II-Edition), Band 4, S. 633–638.